# Liste der Seen in Albanien
Die Liste der Seen in Albanien ist eine unvollständige Auflistung von natürlichen und künstlichen Seen sowie großen Lagunen in Albanien. 
| See                    | Fläche (max.) | Tiefe (max.) | Höhe   |
| ---------------------- | ------------- | ------------ | ------ |
| Skutarisee             | 368 km²       | 044 m        | 0±6 m  |
| Ohridsee               | 349 km²       | 288 m        | 0695 m |
| Prespasee              | 273 km²       | 054 m        | 0853 m |
| Fierza-Stausee         | 072 km²       | 128 m        | 0295 m |
| Kleiner Prespasee      | 045 km²       | 09 m         | 0856 m |
| Lagune von Karavasta   | 045 km²       | 01,3 m       | 0±0 m  |
| Lagune von Narta       | 026,7 km²     | 00,9 m       | 0±0 m  |
| Vau-Deja-Stausee       | 024,7 km²     | 052 m        | 076 m  |
| Butrintsee             | 016 km²       | 021 m        | 0±0 m  |
| Banja-Stausee          | 014 km²       | 070 m (ca.)  | 0175 m |
| Koman-Stausee          | 012 km²       | 096 m        | 0172 m |
| Moglica-Stausee        | 007,6 km²     | 150 m (ca.)  | 0650 m |
| Qafë-Molla-Stausee     | 007,5 km²     | 070 m (ca.)  | 0168 m |
| Wasserspeicher Thana   | 005,91 km²    |              | 028 m  |
| Bovilla-Reservoir      | 004,6 km²     | 045 m        | 0321 m |
| Lura-Seen              | 000,5 km²     |              | 1720 m |
| Dumreja-Seen (85)      | 014,2 km²     | 061 m        | 0150 m |
| Çestinja-See (Dumreja) | 000,968 km²   |              | 0109 m |
| Seferan-See (Dumreja)  | 000,875 km²   | 021 m        | 0127 m |
| Merhoja-See (Dumreja)  | 000,655 km²   | 061 m        | 0120 m |
| Grama-See              | 000,05 km²    |              | 1761 m |

1. ↑  Davon 149 km² in Albanien und 219 km² in Montenegro.
2. ↑  Der größere Teil gehört zur Republik Nordmazedonien, der kleinere zu Albanien.
3. ↑  Der Prespasee liegt im Dreiländereck Mazedonien, Albanien und Griechenland.
4. ↑  Davon ein kleiner Teil in Kosovo.
5. ↑  Der kleine Prespasee liegt mehrheitlich in Griechenland.

Bilder bedeutender Seen in Albanien
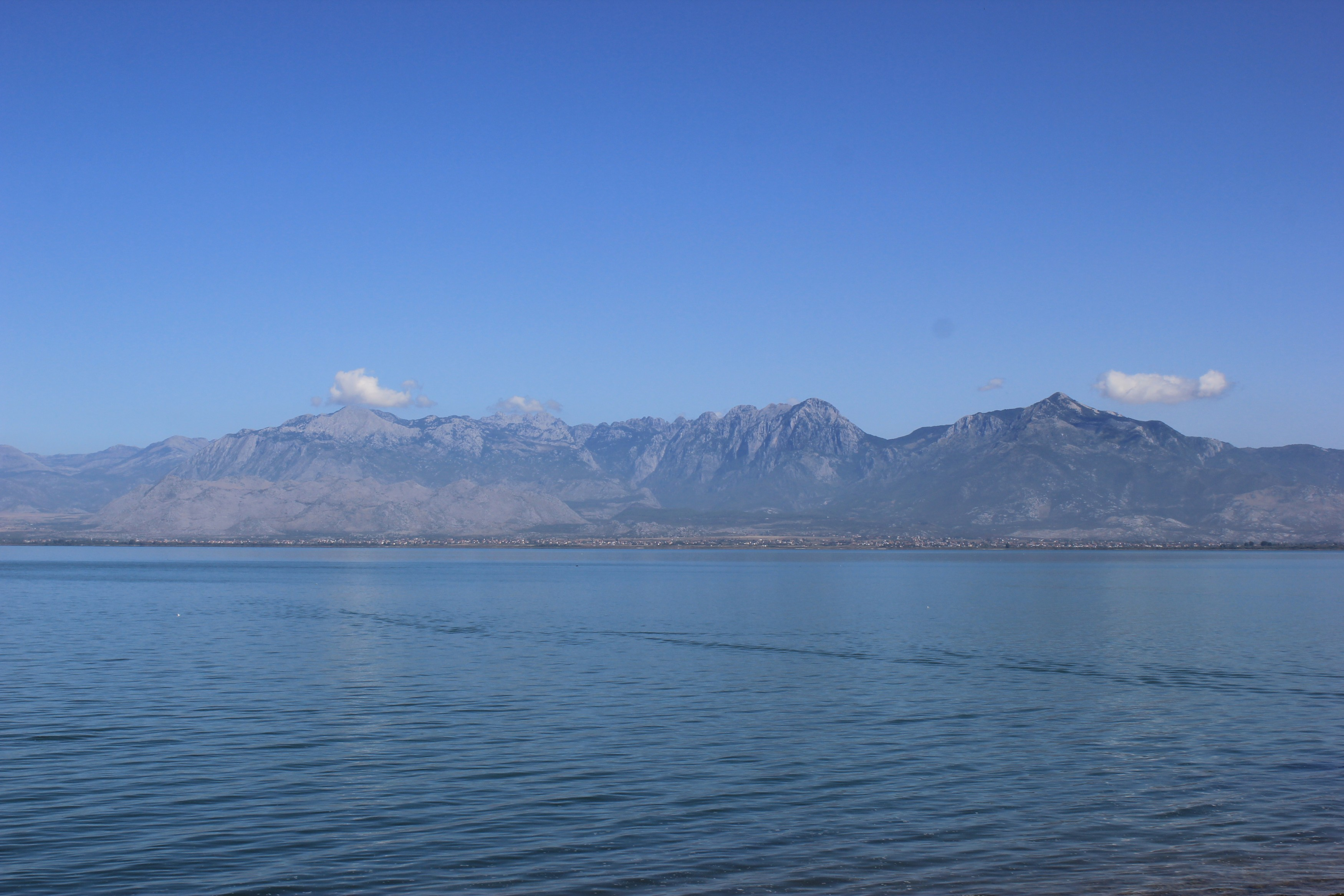
Skutarisee
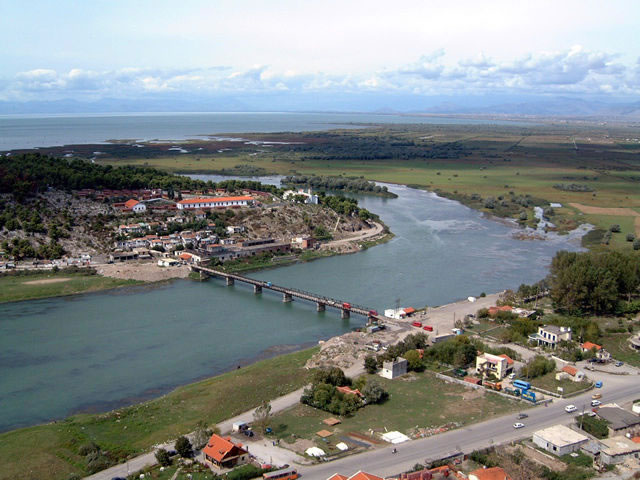
Die Buna, der Abfluss des Skutarisees
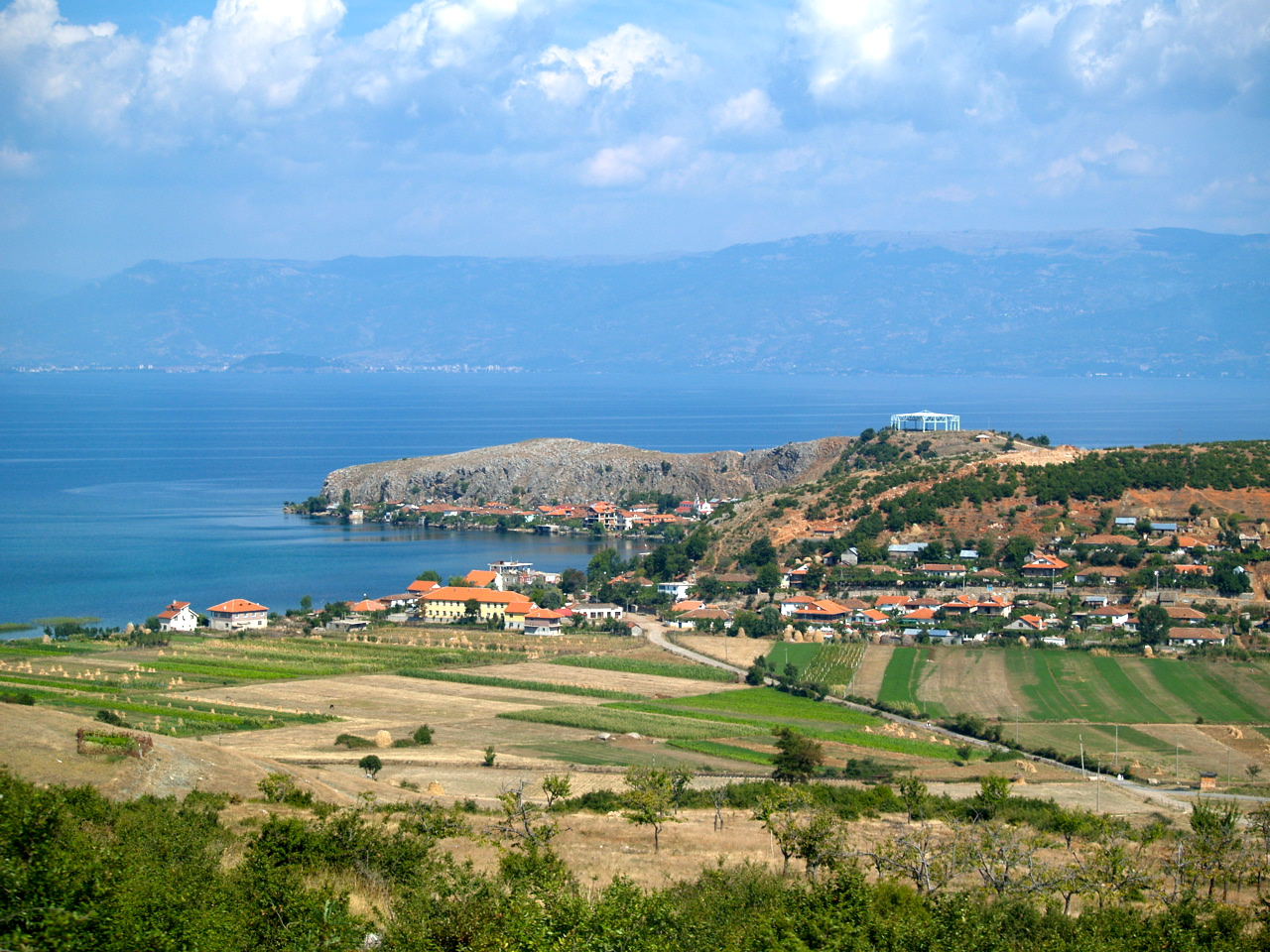
Ohridsee